# Aksak
Aksak is een van origine Turkse muziekterm die gebruikt wordt in de muziektheorie voor een onregelmatig metrisch verloop. Het betekent letterlijk "hinkelend", "struikelend", of "strompelend". Met aksak wordt een ritmisch systeem aangeduid waarin korte fragmenten in rap tempo worden uitgevoerd, gebaseerd op een ononderbroken herhaling van een groep. Het resultaat is een metrum waarin groepen van 2 en 3 tonen van gelijke lengte elkaar afwisselen (zoals 2+3, 2+2+3 of 2+3+3). In de volksmuziek in de Balkan tot in Anatolië komen deze metrumsoorten voornamelijk in vocale en instrumentale dansmuziek voort. 
In strikte zin geldt de Turkse term louter voor het patroon van 9 tonen dat als 2+2+2+3 is gerangschikt. Door de Turkse invloed in Europa heeft het aksakritme ook grote invloed gehad op de muziek in Griekenland, Hongarije, Roemenië en de Balkanlanden (zoals in Bulgarije, Noord-Macedonië, Servië, Kroatië). De oorsprong van de ritmiek komt voort uit de taal, die onregelmatige accenten heeft. Aksak wordt beschouwd als een vorm van additieve ritmiek, in tegenstelling tot de meer West-Europese divisieve ritmiek (symmetrische 2+2 of 3+3 ritmes en indelingen).
Componisten als Béla Bartók en Zoltán Kodály hebben het aksakritme in hun werk veelvuldig toegepast; geïnspireerd door de volksdansen van de Balkan.

## Voorbeelden
| aantal teleenheden | samenstelling                       | naam (Bulgaars)     |
| ------------------ | ----------------------------------- | ------------------- |
| 5                  | 2+3                                 | Pajduška            |
| 5                  | 3+2                                 |                     |
| 7                  | 2+2+3                               | Račenica            |
| 7                  | 3+2+2                               | Lesnoto of Četvorno |
| 7                  | 2+3+2                               |                     |
| 9                  | 2+2+2+3                             | Dajčovo             |
| 9                  | 3+2+2+2                             |                     |
| 9                  | 2+2+3+2                             |                     |
| 11                 | 2+2+2+2+3                           |                     |
| 11                 | 2+2+3+2+2                           | Gankino             |
| 13                 | 2+2+2+2+2+3                         | Elenino horo        |
| 13                 | 2+2+2+3+2+2                         | Krivo Sadovsko Horo |
| 15                 | 2+2+2+2+3+2+2                       | Bučimiš - Bulgarije |
| 18                 | (3+2+2) + (2+2+3+2+2)               | Jove male mome      |
| 25                 | (3+2+2) + (3+2+2) + (2+2+3) + (2+2) | Sedi donka          |